# Chaetodon tinkeri
El Chaetodon tinkeri es una de las especies del género Chaetodon. 
Se lo conoce mejor como pez mariposa hawaiano, ya que abunda en el archipiélago de Hawái, aunque su distribución es variada por todo el Océano Pacífico. Se alimenta básicamente de pólipos coralinos.
Su coloración es muy pura: tiene el cuerpo dividido en dos partes, la de atrás en negro y la de adelante en blanco, con poros. Su lomo, aleta trasera y franja cabezal son de color amarillo, y la trompa blanca. Alcanza hasta 15 cm de longitud.
Se alimenta de variados organismos planctónicos y bentónicos.